# Kolselin Pekko
Kolselin Pekko är en ö i Finland. Den ligger i Finska viken och i kommunen Kotka i den ekonomiska regionen  Kotka-Fredrikshamn i landskapet Kymmenedalen, i den södra delen av landet. Ön ligger omkring 21 kilometer söder om Kotka och omkring 120 kilometer öster om Helsingfors.
Öns area är 2 hektar och dess största längd är 250 meter i nord-sydlig riktning. Närmaste större samhälle är Katariina, 19,2 km norr om Kolselin Pekko.